# Koszmosz–382
A Koszmosz–382 (oroszul: Космос 382) Koszmosz műhold, a szovjet műszeres műhold-sorozat tagja. Űreszköz első tesztüzeme.

## Küldetés
Szojuz 7K-LOK (Союз 7К-ЛОК (ЛОК— Лунный Орбитальный Корабль), (GRAU-kódja: 11Ф93) ember szállítására alkalmas űrhajó – Holdra szállás tervezett űreszköze – egyszerűsített tesztüzeme mikrogravitációs környezetben.

## Jellemzői
Tervezte és gyártotta az OKB–1. Üzemeltette a Honvédelmi Minisztérium (oroszul: Министерство обороны – МО) .
Megnevezései: Koszmosz–382; Космос 382; COSPAR: 1970-103A; Kódszáma: 4786.
1970. december 2-án a Bajkonuri űrrepülőtérről az LC–81/23 (LC–Launch Complex) jelű indítóállványról egy Proton–K/D (8К82К) segítségével indították alacsony Föld körüli pályára (LEO = Low-Earth Orbit). Az orbitális egység alappályája 171 perces, 55,90 fokos hajlásszögű, elliptikus pálya perigeuma 2384 kilométer, apogeuma 5269 kilométer volt.
Az űreszköz a Szojuz űrhajók rendszerébe tartozik, szabványosított elemekből építették és speciális eszközökkel látták el. Hasznos tömege 10 380 kilogramm. Az űreszköz a Föld-Hold-Föld utazási idő alatt biztosítja a kétfős legénység életfeltételeit, illetve a tudományos munkát. Az űreszközhöz napelemeket rögzítettek, éjszakai (földárnyék) energiaellátását kémiai akkumulátorok biztosították. Tesztideje alatt több manővert hajtottak végre, ellenőrizve a motorok és fúvókák megbízhatóságát.
Három szimulált manőver – Hold pályára állás, Hold körüli pályába helyezés, süllyedési manőver:
1. perigeuma 190 kilométer / apogeuma 300 kilométeres pályáról – perigeuma 303 kilométer / apogeuma 5038 kilométeres pályára,
2. perigeuma 318 kilométer / apogeuma 5040 kilométeres pályáról – perigeuma 1616 kilométer / apogeuma 5071 kilométeres pályára,
3. perigeuma 1616 kilométer / apogeuma 5071 kilométeres pályáról – perigeuma 2577 kilométer / apogeuma 5082 kilométeres pályára.

Rengeteg összetevőt lehetne összehasonlítani, hogy miért nem a szovjet űrhajósok, és miért az amerikai űrhajósok szálltak le a Hold felszínére. Leginkább technikai (megoldási különbségek) okok játszottak közre.
1970. december 10-én 8,5493 nap (0,03 év) után földi parancsra belépett a légkörbe és hagyományos – ejtőernyős leereszkedés – módon visszatért a Földre.